# 硝尔库勒湖
硝尔库勒湖是一个位于中国新疆维吾尔族自治区民丰县的湖泊，面积约为33平方千米。